# Shamattawa River
Shamattawa River är ett vattendrag i Kanada.   Det ligger i provinsen Ontario, i den östra delen av landet, 1 300 km nordväst om huvudstaden Ottawa.
Omgivningarna runt Shamattawa River är i huvudsak ett öppet busklandskap. Trakten runt Shamattawa River är nära nog obefolkad, med mindre än två invånare per kvadratkilometer.